# Christian de Quincey
Christian de Quincey es un filósofo y autor estadounidense que enseña consciencia, espiritualidad y cosmología en universidades y colegios de los Estados Unidos y Europa. También es un orador internacional sobre la consciencia.

## Biografía
Durante más de 25 años, Christian de Quincey ha explorado y escrito sobre la mente y el cosmos, guiando a las personas a través del misterio de la consciencia. Ha sido ponente internacional sobre consciencia, cosmología y espiritualidad en conferencias y talleres de Estados Unidos y Europa.
Como profesor y escritor, se ha dedicado a simplificar y aclarar conceptos difíciles, incluso para quienes no tenían experiencia en este campo. Su principal interés es encontrar puntos en común entre diferentes visiones del mundo.
Sus cargos académicos incluyen el de profesor de filosofía en la John F. Kennedy University, donde enseña Filosofía y Estudios de la Consciencia. También es Director Académico del programa "Evolución Consciente" en The Graduate Institute.

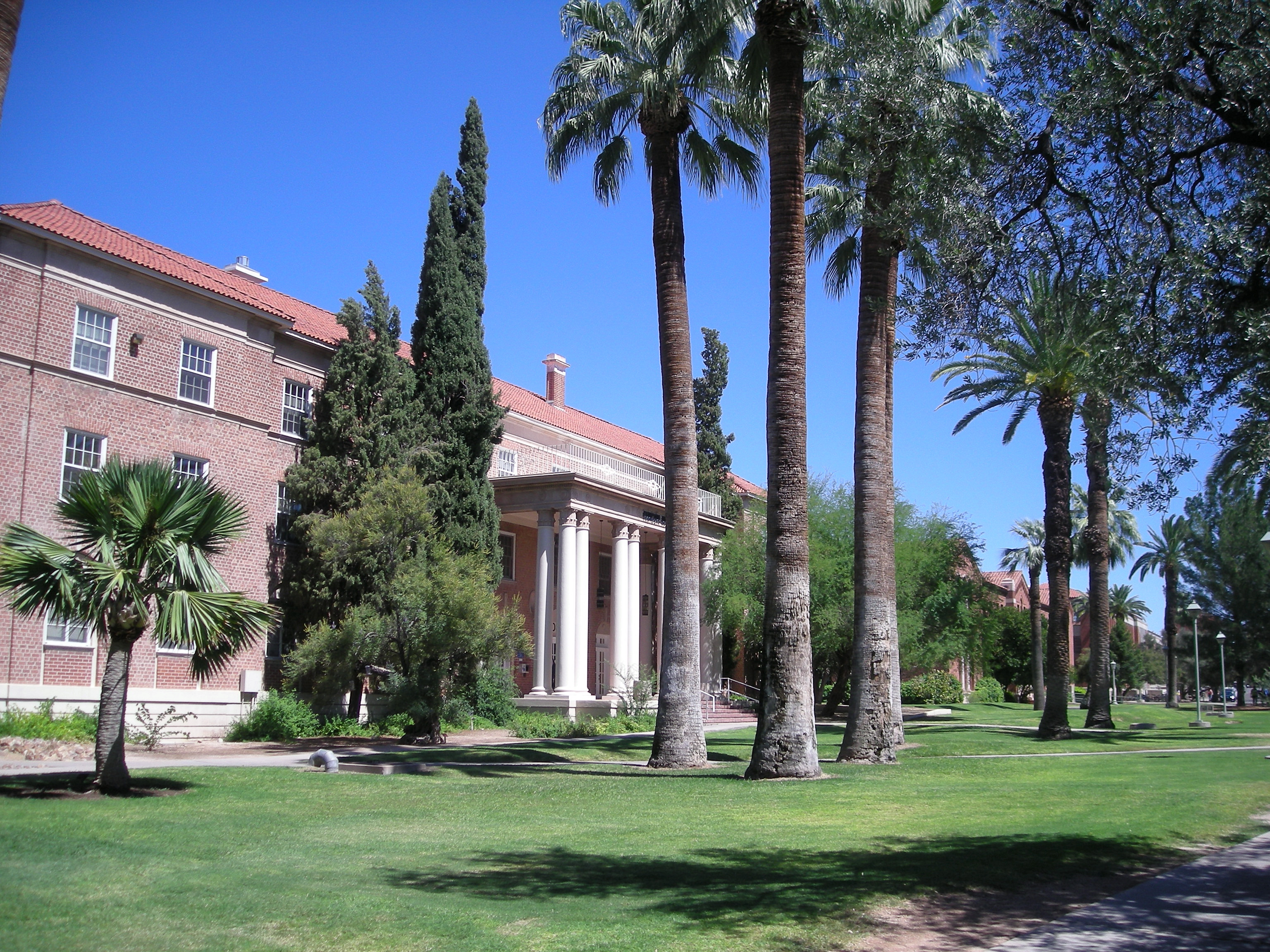
Universidad de Arizona, en la que sirvió como miembro del comité asesor del Centro de Estudios de la Consciencia y en el comité del programa de la conferencia "Espiritualidad y Sanación" de la misma universidad.

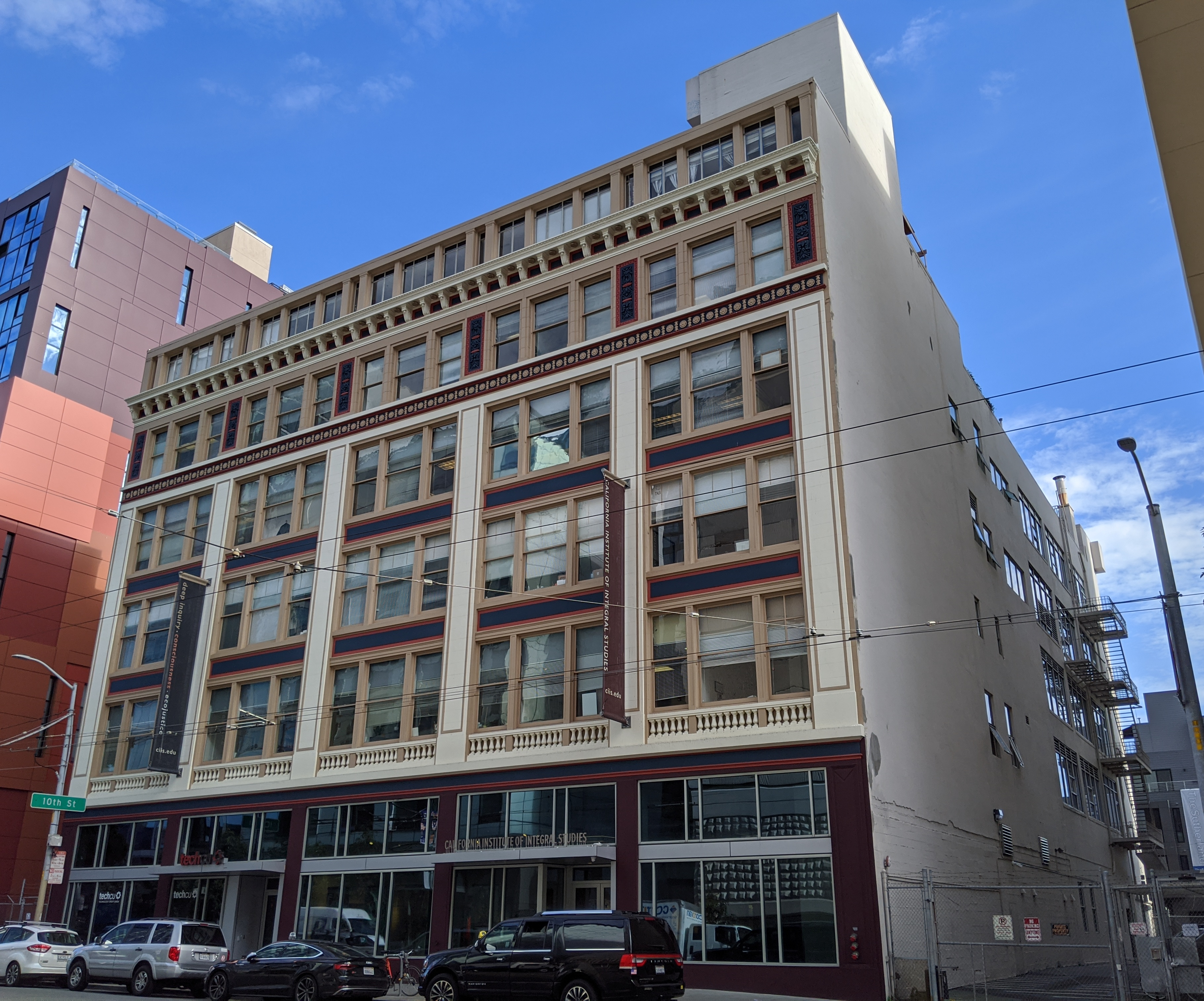
California Institute of Integral Studies, donde obtuvo su doctorado en Filosofía y Religión.

Además, es cofundador de The Visionary Edge, una empresa de artes y medios, director ejecutivo del Center for Interspecies Research, y fundador de The Wisdom Academy, que ofrece tutoría personal en estudios de la consciencia (combinando los "cuatro dones del conocimiento: el don de los sentidos y el método experimental del científico; el don de la razón y el lenguaje del filósofo; el don del sentimiento participativo y los estados alternativos de consciencia del chamán; el don místico de la intuición trascendental al que se accede en el silencio sagrado").
También es Decano de Estudios de la Consciencia y profesor Arthur Young de Filosofía en la University of Philosophical Research, profesor adjunto en el Holmes Institute, profesor visitante en el Schumacher College (Devon, Reino Unido) y profesor adjunto en la Union Institute & University.
Sus libros incluyen los galardonados Radical Nature: The Soul of Matter (Park Street Press, 2010), Radical Knowing: Understanding Consciousness through Relationship (Park Street Press, 2005), su novela Deep Spirit: Cracking the Noetic Code, a novel of visionary science and spirituality (Wisdom Academy Press, 2008), Consciousness from Zombies to Angels: The Shadow and the Light of Knowing Who You Are (Park Street Press January 2009) y BlindSpots: 21 Good Reasons to Think before You Talk (Simon and Schuster, 2015). Su trilogía "Radical Consciousness" se centra en la naturaleza de la realidad, la naturaleza de la consciencia y el conocimiento, y (en Radical Science: Exploring the Final Frontier of Consciousness [próximamente]) explora las transformaciones necesarias para una verdadera ciencia de la consciencia. Fue coautor junto a Willis Harman de The Scientific Exploration of Consciousness (Institute of Noetic Sciences, 1996) y con Therese Yacoub de Sex, Spirit and the Soul of Therapy (Raider Publishing International, 2011).
Su trabajo sobre la consciencia ha aparecido en revistas tanto populares como académicas, incluyendo Journal of Consciousness Studies, Journal of Transpersonal Psychology, Cerebrum, ReVision, Network, Noetic Sciences Review, Shift, Quest, Connections, Advances in Mind-Body Medicine y Somatics. Anteriormente, fue editor en jefe en la revista Shift (IONS Review), del Institute of Noetic Sciences.
Sirvió como miembro del comité asesor del Centro de Estudios de la Consciencia de la Universidad de Arizona; en el comité del programa de la conferencia "Espiritualidad y Sanación" de la misma universidad; y en el comité del programa de la conferencia sobre "Ciencia cognitiva" de la Universidad de Dublín.
Tiene un doctorado en Filosofía y Religión del California Institute of Integral Studies y un máster en estudios de la consciencia de la Universidad JFK.
Antes del mundo académico, fue periodista profesional para periódicos nacionales, incluidos The Irish Times, el The Sunday Times de Londres y la revista científica Nature; y consultor de comunicaciones de marketing para empresas de alta tecnología.
Actualmente vive en Half Moon Bay, California.

## Obra
- The Scientific Exploration of Consciousness, junto con Willis Harman (Institute of Noetic Sciences, 1996).
- Radical Nature: Rediscovering the Soul of Matter (Invisible Cities Press, 2002)
- Radical Knowing: Understanding Consciousness through Relationship (Park Street Press, 2005)
- Deep Spirit: Cracking the Noetic Code (Casablanca Press, 2008)
- Consciousness from Zombies to Angels: The Shadow and the Light of Knowing Who You Are (Park Street Press, 2009)
- Radical Nature: The Soul of Matter, segunda edición (Park Street Press, 2010; edición en castellano Naturaleza esencial. El alma de la materia, Ediciones Atalanta, 2022)[9][10][11][12][13][14][15][16][17][18]
- Sex, Spirit and the Soul of Therapy, junto con Therese Yacoub (Raider Publishing International, 2011)
- BlindSpots: 21 Good Reasons to Think before You Talk (Simon and Schuster, 2015)

## Edición en castellano
- de Quincey, Christian (2022). Naturaleza esencial. El alma de la materia. Cartoné, 464 páginas, traducción Miguel Temprano García, colección Liber naturae 151. Vilaür: Ediciones Atalanta. ISBN 978-84-124315-5-1.